# Омельникская сельская община
Омельникская сельская община (укр. Омельницька сільська громада) — территориальная община в Кременчугском районе Полтавской области Украины. Административный центр — село Омельник.
Образована 13 августа 2015 года путем объединения Демидовского, Запсельского, Омельникского и Рокитненского сельских советов Кременчугского района.

## Населенные пункты
В состав общины входят 20 сел: Варакуты, Гуньки, Демидовка, Запселья, Ковали, Крамаренки, Литвиненки, Найденовка, Омельник, Анищенки, Пустовиты, Пятихатки, Радочины, Ракитное, Романки, Степовка, Федоренки, Щербаки, Щербухи, Яремовка.